# James Albery
Pour les articles homonymes, voir Albery.
James Albery est un joueur de hockey sur gazon britannique évoluant au poste de défenseur au Old Georgians HC et avec les équipes nationales anglaise et britannique,.

## Biographie
James est né le 2 octobre 1995 en Angleterre.

## Carrière
Il a débuté en équipe nationale première en 2017 contre l'Afrique du Sud à Cape Town lors du Cape Town Summer Series II 2017.

## Palmarès
- : 3e aux Jeux du Commonwealth en 2022